# Vaasje

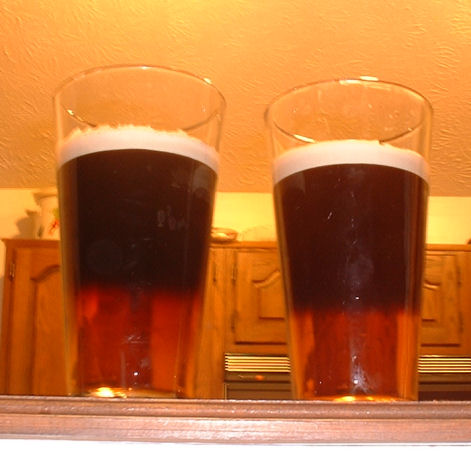
Twee vaasjes

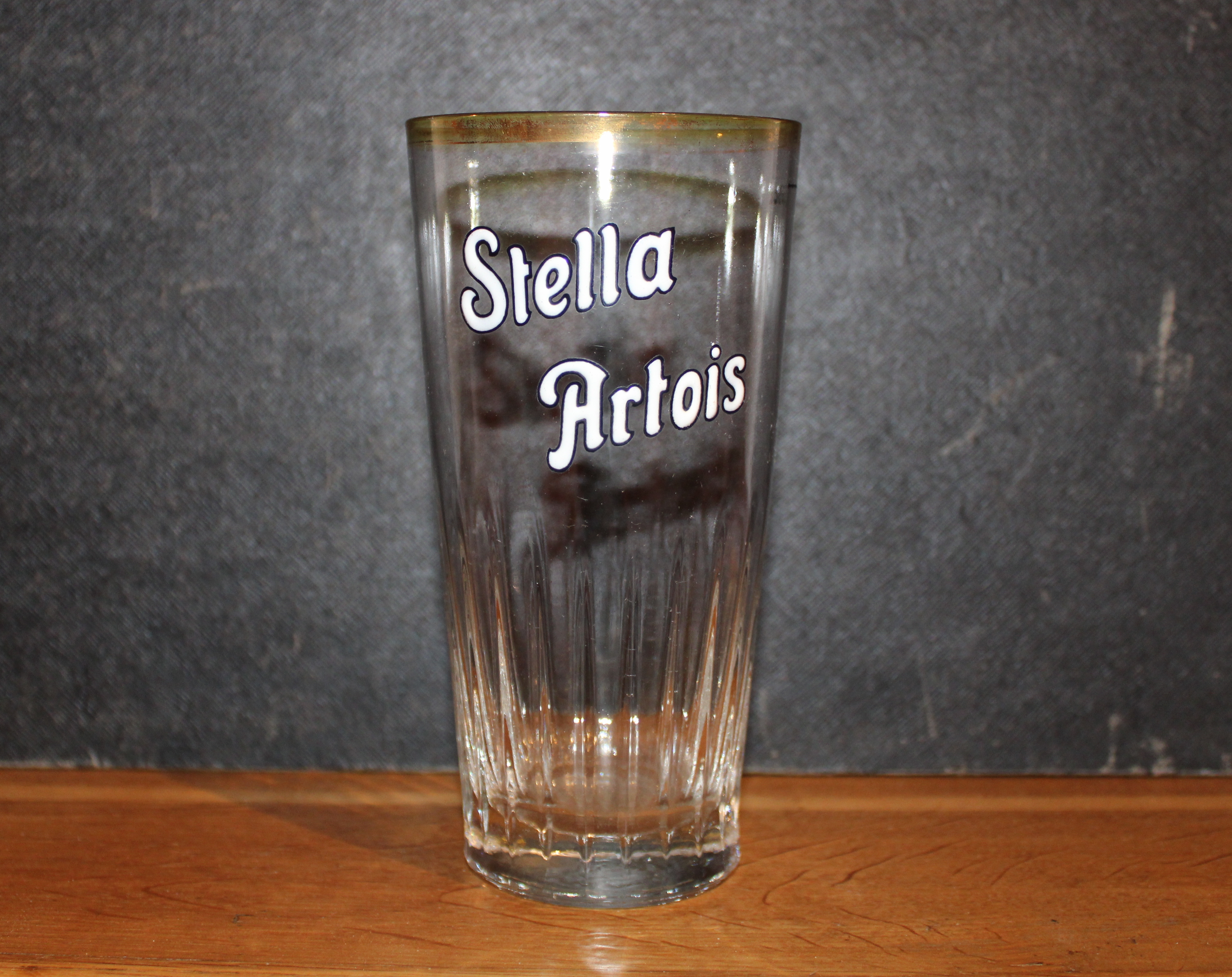
Stella Artois ribbelglas met gouden randje

Een vaasje is een volstrekt taps toelopend bierglas. Het wordt sinds de jaren tachtig van de twintigste eeuw voornamelijk gebruikt voor pils en andere ondergistende bieren, maar in vroeger dagen ook voor veel andere biersoorten. 
Er bestaan vaasjes in allerlei verschillende inhoudsmaten maar in de Nederlandse en Belgische horeca zijn vaasjes van 25 cl het meest gangbaar. De benaming vaasje verwijst waarschijnlijk naar de grondvorm van een geheel ander soort container, te weten een bloemenvaas. Onvoldoende onderzocht is nog wanneer de benaming vaasje in zwang is gekomen. Duidelijk is wel dat dit model in de volksmond ook onder heel wat andere namen bekend staat.  
In veel Nederlandse plaatsen (maar juist niet in Amsterdam) spreekt men ook wel van een Amsterdammertje. Uit stedelijke naijver wordt dit laatste begrip door Rotterdammers geboycot. Zij noemen dit glas juist een Rotterdammertje. Sommige bierglazenverzamelaars noemen dit glas een emmertje, een benaming die verwijst naar de grondvorm van een emmer (zonder beugel of hengsel). In Vlaanderen wordt dit model glas meestal aangeduid als boerke en in Vlaams (en Nederlands) Limburg spreekt men ook wel van rendsje. Die laatste benaming verwijst naar het goudkleurige randje dat bij deze glazen gebruikelijk is.
Hoewel vaasjes in principe stapelbaar zijn, laat dit model glas zich in de praktijk soms lastig ontstapelen. Vanwege hun conische vorm hebben vaasjes de neiging om zich in elkaar vast te klemmen, zeker als ze net gespoeld zijn. Dit afklemprobleem kan verholpen worden door het onderste deel van het glas wat dikwandiger te maken dan het bovenste deel, waardoor aan de binnenkant van het glas een stapelrichel ontstaat.

## Varianten
Echte vaasjes kennen geen welvingen of andere contouren die afbreuk doen aan de conische vorm, terwijl ze evenmin voorzien zijn van verticale ribben, cannelures of spiraalwindingen. Een vaasvormig glas waarvan de onderste helft grotendeels bestaat uit verticale ribben wordt in Vlaanderen aangeduid als een ribbelglas of ribbelke. Stella Artois stopte in 2016 met ribbelkes en stapte over op boerkes.